# Herb Gardiner
Herbert Martin „Herb“ Gardiner (* 8. Mai 1891 in Winnipeg, Manitoba; † 11. Januar 1972) war ein kanadischer Eishockeyspieler (Verteidiger) und -trainer, der von 1926 bis 1929 für die Montréal Canadiens und die Chicago Black Hawks in der National Hockey League spielte.

## Karriere
Seine Karriere als Profi begann er 1921 bei den Calgary Tigers in der Western Canada Hockey League. Gemeinsam mit Red Dutton stand er in der Verteidigung als die Tiger 1924 in der Finalserie um den Stanley Cup gegen die Montreal Canadiens unterlagen.
Nachdem das Eishockey im Westen in der Krise steckte, gelang es den Montréal Canadiens ihn zur Saison 1926/27 zu einem Wechsel in den Osten Kanadas zu bewegen. Auch in der NHL konnte er mit starken Leistungen überzeugen und wurde als wertvollster Spieler der NHL mit der Hart Memorial Trophy ausgezeichnet. Bei den Canadiens verteidigte er an der Seite von Sylvio Mantha.
Für die Saison 1928/29 liehen ihn die Canadiens an die Chicago Black Hawks aus, bei denen er als Spielertrainer aktiv war. Zu den Playoffs holte man ihn allerdings nach Montréal zurück. Nach Ende der Saison wechselte er zu den Boston Bruins, die ihn an die Philadelphia Arrows in der Canadian-American Hockey League abgaben. Dort spielte er nur gelegentlich und war als Trainer und Manager tätig. 1936 wechselte er zu den Philadelphia Ramblers in die American Hockey League. Er führte das Team zweimal in die Finals um den Calder Cup. Seine letzte Trainerstation waren die Philadelphia Falcons in der Eastern Hockey League.
1958 wurde er mit der Aufnahme in die Hockey Hall of Fame geehrt.

## Sportliche Erfolge
- Western Canada Hockey League Champion: 1924

### Persönliche Auszeichnungen
- Hart Memorial Trophy: 1927